# Stettlen
Stettlen is een gemeente en plaats in het Zwitserse kanton Bern, en maakt deel uit van het district Bern-Mittelland.
Stettlen telt 2.931 inwoners.